# Rio Coatzacoalcos

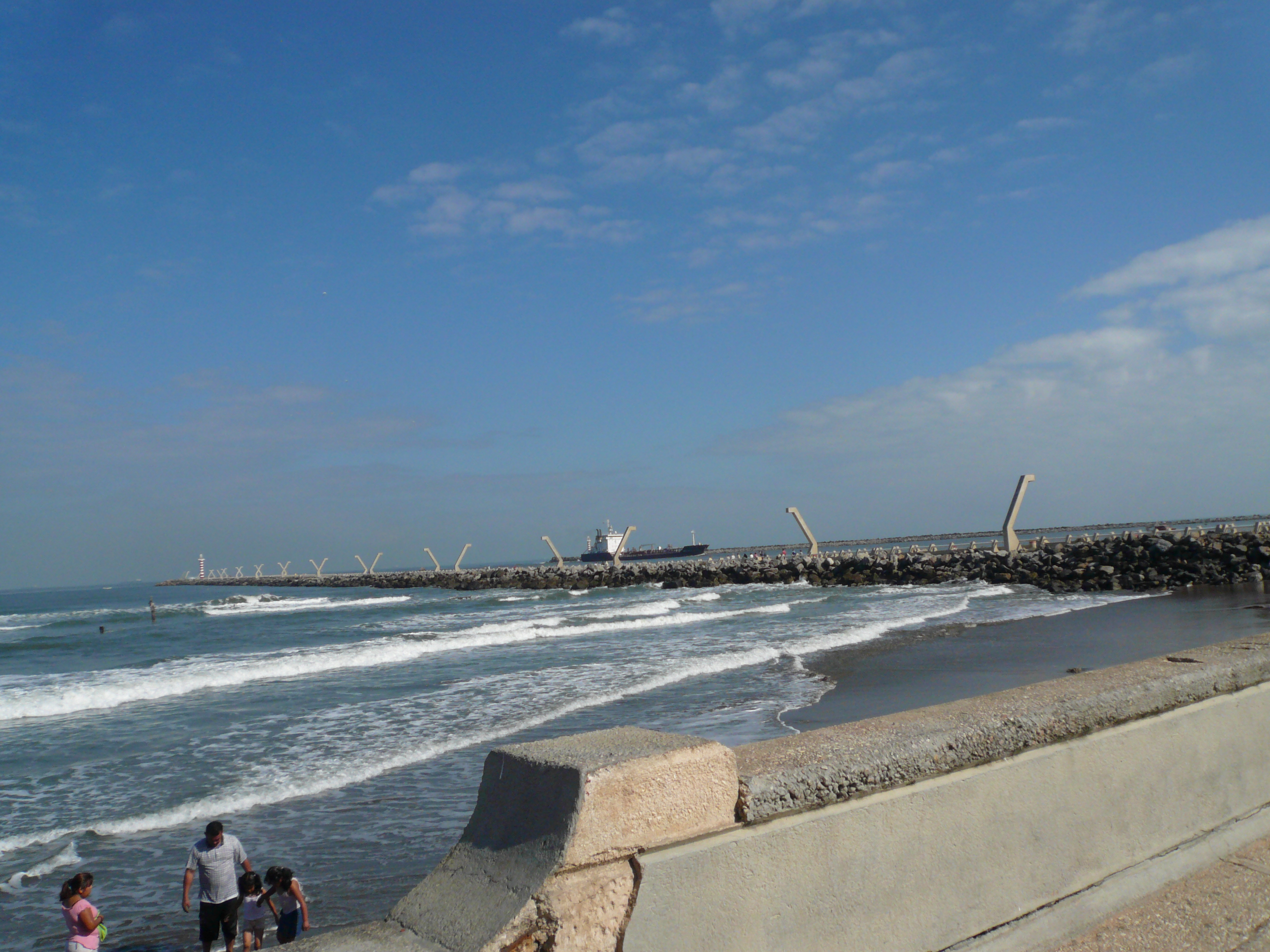
Porto de Veracruz em Coatzacoalco

O rio Coatzacoalcos é um rio do México. Nasce na Sierra Atravesada em Oaxaca, na região do istmo de Tehuantepec. É um rio caudaloso (o quarto mais caudaloso do México) que alimenta sobretudo o sul do estado de Veracruz. Tem um comprimento total de 322 km e a sua bacia hidrográfica cobre cerca de 2330 km². Desagua no ponto mais austral do golfo do México junto de Coatzacoalcos. É considerado um dos rios mais contaminados do mundo, devido às descargas de esgotos não tratados e à industria petroquímica que se estabeleceu na região.

## Lenda
Conta a lenda que um dia Quetzalcoatl, a bordo de uma balsa feita de pele de cobra, navegou este rio até perder-se no horizonte. Por tal motivo tem o nome de Coatzacoalcos, que em nauatle significa lugar onde se esconde a serpente.